# HD 47156
HD 47156，又名BD+10 1201，SAO 95914、HR 2426，是一颗恒星，视星等为6.38，位于銀經201.71，銀緯1.9，其B1900.0坐标为赤經6h 32m 4.4s，赤緯+10° 1.9′ 19″。